# 국도 제348호선 (일본)

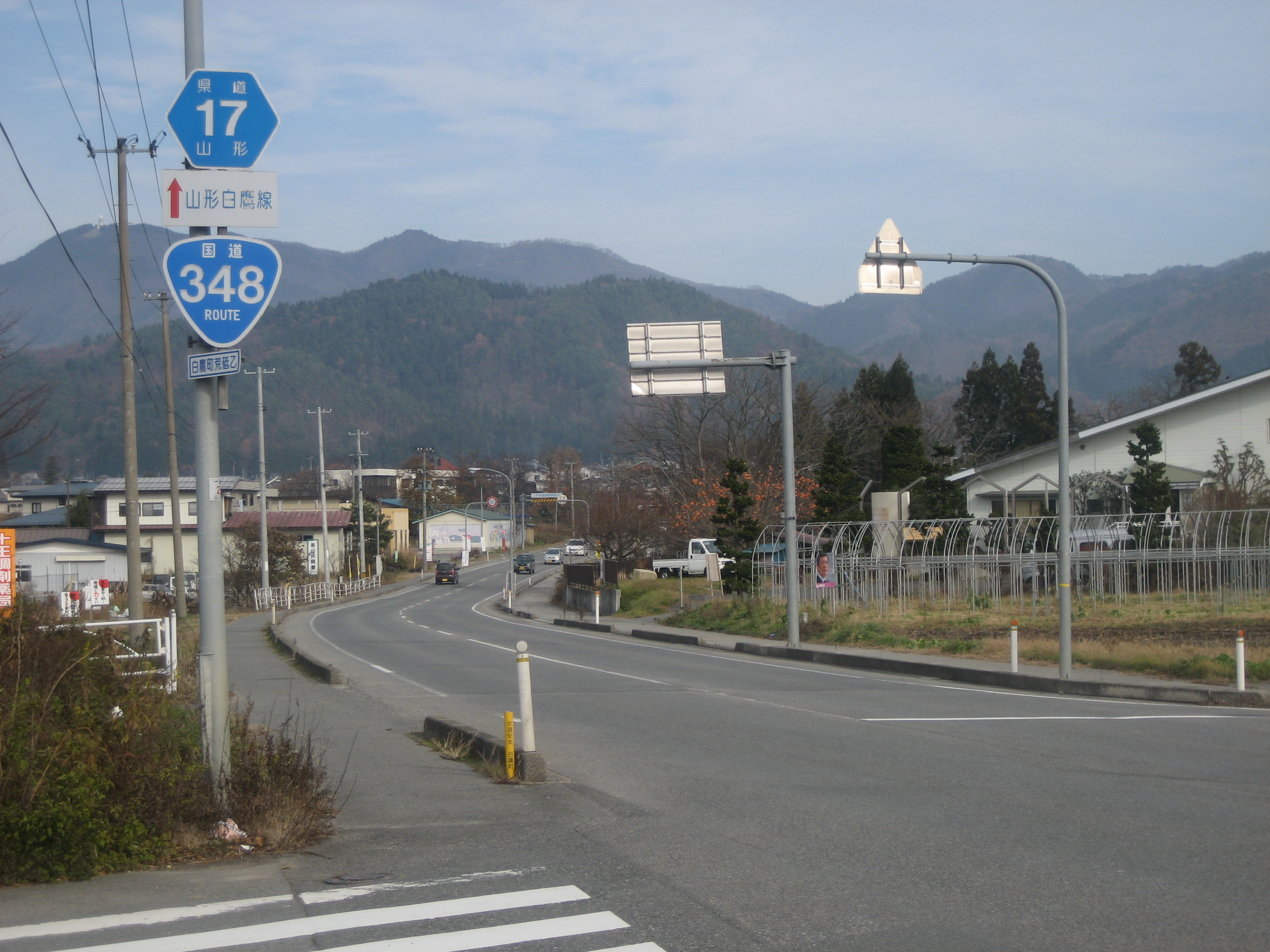
야마가타현 니시오키타마군 시라타카정 아라토 부근

국도 제348호선(일본어: 国道348号)은 야마가타현 나가이시와 야마가타시를 이어주는 총 연장 45.1 km, 실제 연장 28.2 km의 거리를 가진 일본의 일반 국도이다.

## 노선 정보
- 기점 : 야마가타현 나가이시 (이마미즈미 교차로 = 국도 제113호선, 국도 제287호선과 중복)
- 종점 : 야마가타현 야마가타시 (뎃포마치 2초메 = 국도 제112호선과 교차, 국도 제286호선의 종점)
- 총 연장 : 45.1 km
- 중용 연장 : 16.9 km
- 실제 연장 : 28.2 km
  - 현도 : 28.2 km
  - 신도 : 없음
  - 구도 : 없음
- 지정 구간 : 없음

## 지리

### 통과하는 지자체
- 야마가타현
  - 나가이시 - 니시오키타마군 시라타카정 - 난요시 - 가미노야마시 - 야마가타시

### 교차하는 도로
- 국도 제112호선
- 국도 제113호선
- 국도 제287호선
- 국도 제458호선
- 국도 제286호선